# Paweł Kubicki
Paweł Franciszek Kubicki (ur. 15 stycznia 1871 w Radomiu, zm. 11 lutego 1944 w Sandomierzu) – polski duchowny rzymskokatolicki, biskup pomocniczy sandomierski w latach 1918–1944.

## Życiorys
Święcenia kapłańskie przyjął w 16 lipca 1893 w Sandomierzu z rąk biskupa Antoniego Franciszka Sotkiewicza. Pracował jako wikariusz, katecheta i kapelan zakładów wychowawczych, szpitala i więzienia. Studia zaocznie ukończył w Akademii Duchownej w Petersburgu. Był prefektem wszystkich szkół powszechnych istniejących wówczas w Radomiu. W 1904 podjął obowiązki wiceregensa sandomierskiego seminarium duchownego, potem był regensem, a następnie także oficjałem konsystorza generalnego. Był członkiem Komisji Oświatowej Komitetu Obywatelskiego w Sandomierzu. W tamtejszych strukturach kierował sekcją szkół średnich. Był profesorem i rektorem od 1907 seminarium duchownego w Sandomierzu, kanonikiem kapituły katedralnej w 1910, oficjałem sądu i proboszczem w Osieku.
29 lipca 1918 został mianowany biskupem pomocniczym diecezji sandomierskiej ze stolicą tytularną Canatha. Konsekrowany został 1 grudnia 1918. Zorganizował dom dla księży emerytów. W 1930 był administratorem diecezji.
Był autorem Katechizmu dla uczącej się młodzieży katolickiej, którego pierwsze wydanie ukazało się w 1900. W 1930 katechizm ten został zatwierdzony jako książka pomocnicza dla nauczycieli religii przez Ministerstwo Wyznań Religijnych i Oświecenia Publicznego. Najbardziej znany był dzięki swym pracom historycznym, a zwłaszcza dzięki jedenastotomowemu dziełu pod tytułem Bojownicy kapłani za sprawę Kościoła i Ojczyzny w latach 1861–1915. W swych publikacjach poruszał także wiele tematów pastoralnych.
W 1937 zamieszkał w Domu Księży Emerytów w Sandomierzu. Zmarł tam 11 lutego 1944. Został pochowany na cmentarzu rzymskokatolickim przy ul. Limanowskiego w Radomiu.